# Риллер, Отто
Отто Риллер (нем. Otto Riller; 30 июля 1861, Бреслау — 29 июня 1936, Ганновер) — немецкий скрипач и альтист.
Учился в своём родном городе сперва у собственного отца, а затем у Морица Шёна и Хуберта Риса, которые, в свою очередь, оба были учениками Луи Шпора. В 1872 г. совершил первое концертное турне по городам Германии, затем некоторое время играл на альте в Дармштадтской придворной капелле. Затем в 1889—1925 гг. скрипач Ганноверской придворной капеллы, с 1899 г. концертмейстер, в 1907 г. получил звание профессора. С 1891 г. также возглавлял струнный квартет. Неоднократно выступал вместе с Иоганнесом Брамсом, исполняя его произведения. Гастролировал в Англии и России.
«Как тонко чувствующий скрипач с высоким уровнем подготовки и большим педагогическим даром» Риллер обучил ряд заметных местных исполнителей.